# Anolis casildae
Espèce
Synonymes
- Dactyloa casildae Arosemena, Ibanez & de Sousa, 1991

Anolis casildae est une espèce de sauriens de la famille des Dactyloidae. 

## Répartition
Cette espèce est endémique de l'Ouest du Panama.

## Publication originale
- Arosemena, Ibáñez & de Sousa, 1991 : Una especie nueva de Anolis (Squamata: Iguanidae) del grupo latifrons de Fortuna, Panama. Revista de Biología Tropical, vol. 39, no 2, p. 255-262 (texte intégral).